# Bazar coperti di Bukhara
I bazar coperti di Bukhara sono una serie di bazar collegati nella parte storica di Bukhara, Uzbekistan. 

## I bazar
La costruzione di questi bazar risale al XVI secolo quando la città divenne capitale sotto la dinastia degli Shaybanidi. Per un centro come Bukhara, punto di scambio di merci lungo la via della seta, questi bazar erano un fattore di estrema vivacità. Lungo le direttrici principali si contano diversi bazar:
- Taki-Sarrafon
- Taki-Telpak Furushon
- Taki-Zargaron
- Tim Abdullakhan

### Taki-Sarrafon
Questo bazar si trova non troppo lontano dal Lyab-i Hauz e era il bazar dei cambiavalute. Venne costruito verso la fine del XVI secolo, laddove sorgeva un aryk. (mappa)

### Taki-Telpak Furushon
Era in origine il bazar dei cappellai. Una delle strutture interne più in evidenza è senza dubbio la grande cupola sferica di 14,5 m di diametro dove si concentrano la maggior parte dei negozi. (mappa)

### Taki-Zargaron
La parola zargaron significa "gioielli", infatti questo era il bazar dei gioiellieri con 36 negozi. Secondo le cronache di Khafizi Tanysh nel 1569-70 esso era il più antico e importante bazar della città. (mappa)

### Tim Abdullakhan
Anche questo bazar è ricco di attività commerciali, tuttavia la struttura più bella è la cupola che caratterizza questo bazar. (mappa)

## Galleria d'immagini

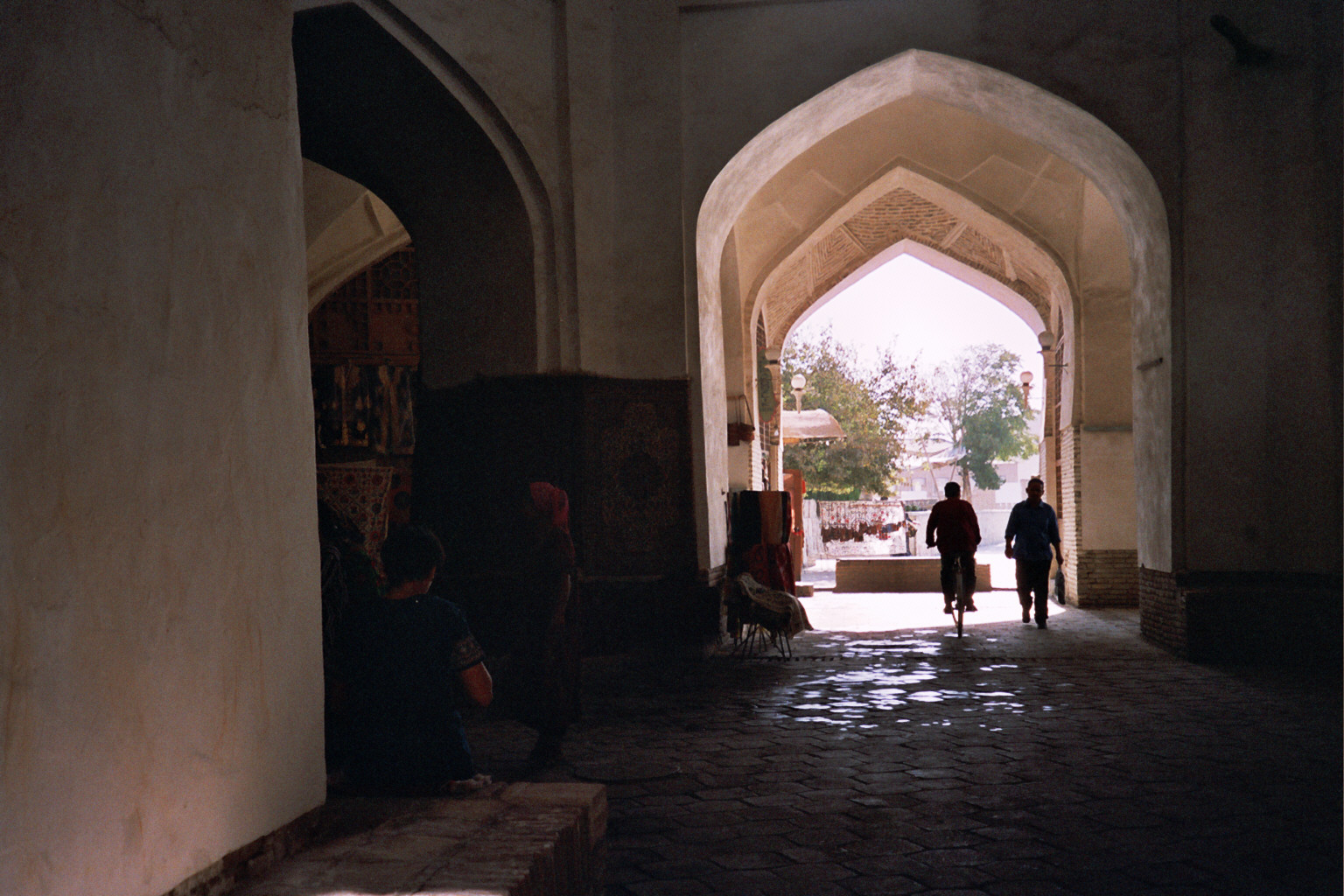
Il Taki-Telpak Furushon
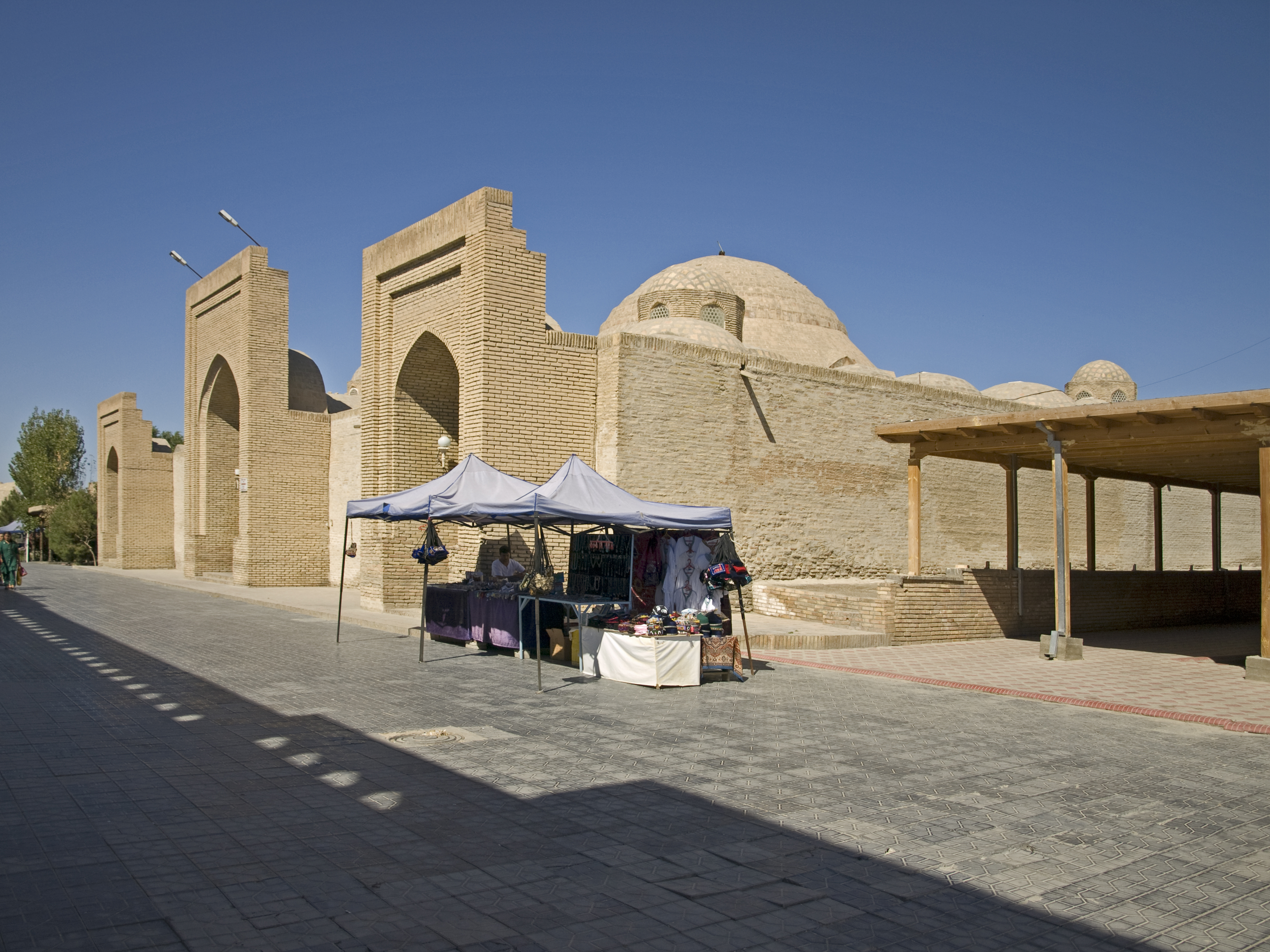
Il Tim Abdullakhan
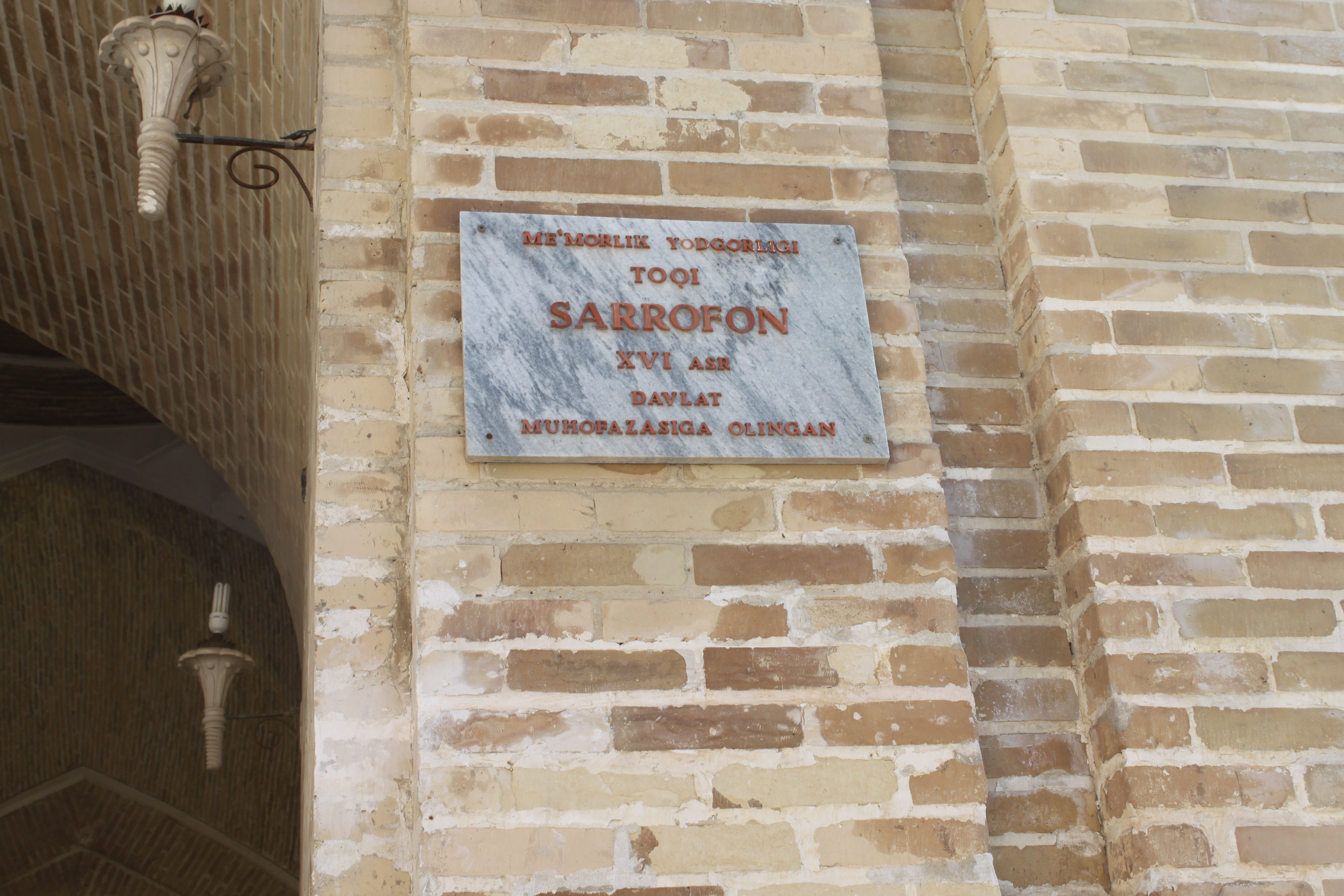
Il Taki-Sarrafon
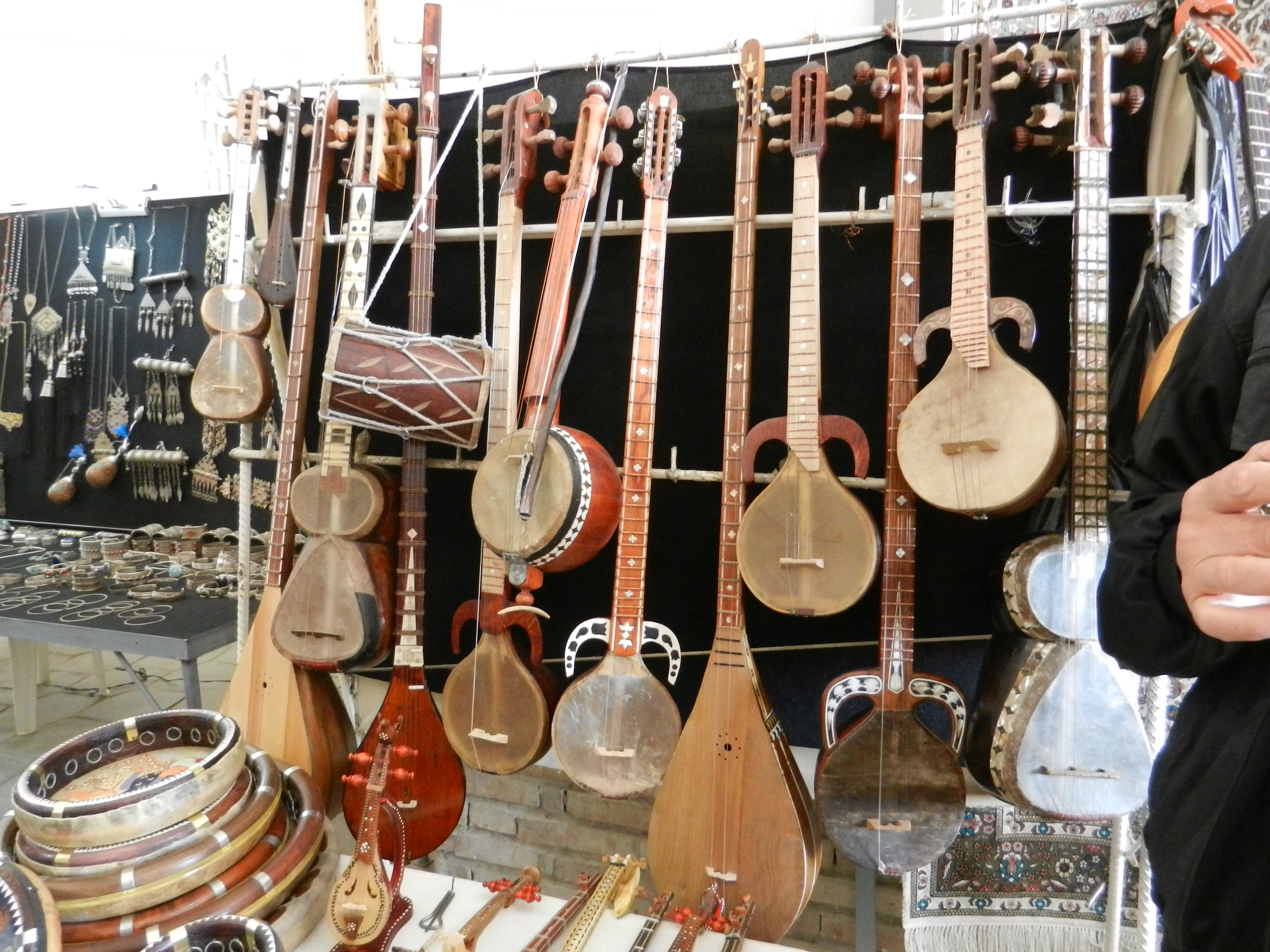
Il Taki-Zargaron